# 玛格丽特·萨拉文
玛格丽特·萨拉文（英語：Margaret Sullavan，1909年5月16日—1960年1月1日），生于美国弗吉尼亚州，美国电影女演员、舞者，好莱坞星光大道入选者。曾获1938年紐約影評人協會獎最佳女主角。1960年1月因巴比妥類藥物過量在康乃狄克州纽黑文的一家旅馆房间里去世，享年50岁，验尸官认为她是意外服药过量导致死亡。